# Hagudi
Hagudi är en ort i Estland. Den ligger i Rapla kommun och landskapet Raplamaa, i den centrala delen av landet, 40 km söder om huvudstaden Tallinn. Hagudi ligger 70 meter över havet och antalet invånare är 311.
Terrängen runt Hagudi är mycket platt. Runt Hagudi är det glesbefolkat, med 15 invånare per kvadratkilometer. Närmaste större samhälle är Rapla, 7,3 km söder om Hagudi. I omgivningarna runt Hagudi växer i huvudsak blandskog.